# ГПУ (фильм)
«ГПУ» (нем. G.P.U.) — немецкий фильм 1942 года. Аббревиатура G.P.U. в начале фильма расшифровывается как «Grauen, Panik, Untergang» — «ужас, паника, гибель».

## Сюжет
В 1919 году банда убивает прибалтийскую семью, в живых случайно остаётся только девочка Ольга. Двадцать лет спустя, повзрослев, Ольга Фёдоровна Ланская (Лаура Солари) делает карьеру в ГПУ. Выполняя очередное задание советской разведки в Прибалтике, Ольга случайно узнаёт убийцу своей семьи в советском дипломате и одновременно резиденте ГПУ (актёр Эндрюс Энгельман, он же один из сценаристов фильма). К счастью, тот её не помнит. Николай Бокша — так зовут авантюриста — использует Ольгу в советской диверсионной работе в странах Запада, организует диверсии, похищения и даже убийства.
Студент Петер Асмус, подрабатывающий посыльным, становится невольным убийцей, когда доставленная им посылка взрывается и убивает влиятельного армянского эмигранта. Петер и секретарша убитого Ирина (Марина фон Дитмар) вынуждены спасаться от агентов Бокши, которые хотят устранить свидетелей. В конце концов им удаётся эмигрировать в Германию.
Тем временем Ольге завоёвывает доверие Бокши. Тот делится с ней сокровенными планами: в Бретани он тайно приобрёл виллу, на которой собирается комфортно провести остаток дней, бежав от ГПУ. Ольга ставит руководство ГПУ в известность о планах Бокши и получает санкцию на убийство перебежчика. Однако, убив его, Ольга переживает моральный кризис — она столько лет служила организации, где работал убийца её семьи. Когда Ольга хочет уволиться из ГПУ, руководитель обвиняет её в нелояльности. У Ольги происходит нервный срыв, она в открытую обвиняет руководителя в том, что ГПУ занимается преступной деятельностью, а когда тот вызывает подмогу — прямо у него в кабинете совершает самоубийство.
Тем временем Петер и Ирина находятся в казематах советского торгового представительства в Нидерландах. Когда в Нидерланды вступают немецкие войска, в здание попадает бомба, персонал в панике бежит, но агент ГПУ по фамилии Фрунзе начинает убивать узников и ранит Ирину. Петеру удаётся убить его и освободить Ирину и оставшихся в живых узников. Выйдя на улицу, они радостно встречают немецкие войска.

## Производство
Съёмки начались 11 декабря 1941 года и закончились в середине мая 1942 года. Интерьерные сцены снимались на киностудии в Бабельсберге; натурные — в Берлине и его окрестностях, Париже, Потсдаме и Штеттине. Производственные расходы составили 1 млн 556 тысяч рейхсмарок. 17 июля 1942 года цензура запретила показ фильма «ГПУ». Премьера фильма состоялась 14 августа 1942 года в Берлине. В том же году сценарий был издан отдельной книгой.
«ГПУ» считается «единственным непосредственно антикоммунистическим фильмом, снятым нацистами». После окончания Второй мировой войны он был запрещён Верховным командованием союзников.

## В ролях
- Лаура Солари — Ольга Фёдоровна Ланская, скрипачка и агент ГПУ
- Вилль Квадфлиг — Петер Асмус, студент
- Марина фон Дитмар — Ирина
- Эндрюс Энгельман — Николай Бокша, резидент ГПУ
- Карл Хаубенрайбер — Яков Фрунзе
- Хелен фон Шмитберг — тетя Люба
- Владимир Майер — шеф ГПУ
- Нико Турофф — помощник Фрунзе
- Лале Андерсен — певица в шведском баре.
- Мария Бард — председательница Женской лиги.